# آن حیات
آن حیات (به ازبکی: Onhayat) یک منطقهٔ مسکونی در ازبکستان است که در شهرستان اویچی واقع شده‌است. آن حیات ۱۴٬۰۰۰ نفر جمعیت دارد.